# Wilhelm Cuno
Wilhelm Carl Josef Cuno (ur. 2 lipca 1876 w Suhl, zm. 3 stycznia 1933 w Aumühle) – niemiecki menedżer i polityk, w latach 1922–1923 kanclerz Rzeszy.
Wcześniej, od grudnia 1918, był dyrektorem generalnym przedsiębiorstwa żeglugowo-spedycyjnego HAPAG.

## Gabinet Cuno
- Wilhelm Cuno – kanclerz

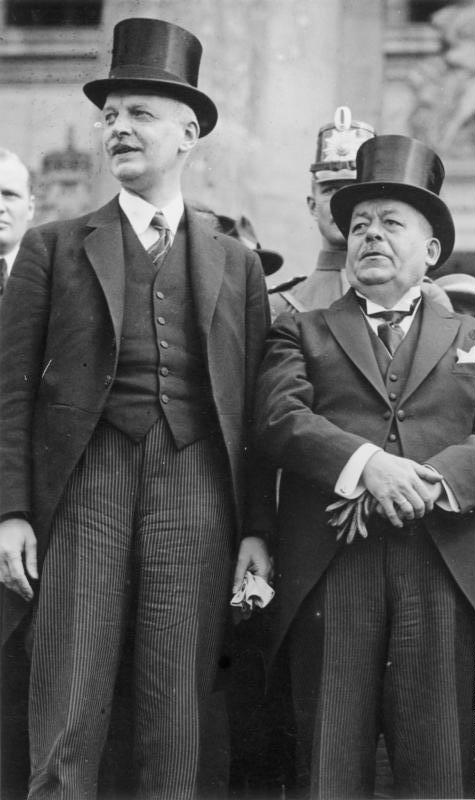
Cuno, z lewej z Prezydentem Rzeszy Friedrichem Ebertem (1923)

- Frederic Hans von Rosenberg – minister spraw zagranicznych
- Rudolf Oeser (DDP) – minister spraw wewnętrznych
- Andreas Hermes (Centrum) – minister finansów
- Johannes Becker (DVP) – minister gospodarki
- Heinrich Brauns (Centrum) – minister pracy
- Rudolf Heinze (DVP) – minister sprawiedliwości
- Otto Gessler (DDP) – minister obrony (Reichsheer)
- Karl Stingl (BVP) – minister poczty
- Wilhelm Groener – minister transportu
- Hans Luther – minister wyżywienia i rolnictwa
- Heinrich Albert – minister skarbu i minister odbudowy